# Neoteràpsids
Els neoteràpsids (Neotherapsida) són un clade de teràpsids que conté els anomodonts i els teriodonts, un grup més derivat que inclou els mamífers. Els neoteràpsids formen el clade dels euteràpsids juntament amb els dinocèfals. Els fòssils més antics d'aquest grup, que daten del Permià, foren trobats a Europa, Àfrica i el subcontinent indi. A finals del Triàsic ja s'havien estès a Sud-amèrica, mentre que avui en dia tenen una distribució cosmopolita.